# Durtal
Durtal település Franciaországban, Maine-et-Loire megyében. Lakosainak száma 3376 fő (2022. január 1.). Durtal La Chapelle-d’Aligné, La Chapelle-Saint-Laud, Marcé, Montigné-lès-Rairies, Les Rairies, Crosmières, Notre-Dame-du-Pé, Huillé-Lézigné, Bazouges Cré sur Loir, Baugé-en-Anjou, Jarzé Villages és Morannes sur Sarthe-Daumeray községekkel határos.

## Népesség
A település népességének változása:
| Lakosok száma | 3161 | 3240 | 3195 | 3310 | 3382 | 3371 | 3387 | 3358 | 3343 | 3376 |
|               | 1968 | 1982 | 1990 | 2006 | 2013 | 2015 | 2017 | 2019 | 2020 | 2022 |